# 1695 en science
| Années de la science : 1692 - 1693 - 1694 - 1695 - 1696 - 1697 - 1698    |
| Décennies de la science : 1660 - 1670 - 1680 - 1690 - 1700 - 1710 - 1720 |

Cet article présente les faits marquants de l'année 1695 en science.

## Publications
- Gottfried Wilhelm Leibniz : Système nouveau de la nature et de la communication des substances.
- Denis Papin : Recueil de diverses pièces touchant quelques machines, Cassel, 1695 .
- Boisguilbert publie à Rouen son « Détail de la France », qui préfigure les théories des physiocrates et les conceptions de l'École classique d'économie[1].

## Naissances
- 2 février : William Borlase (mort en 1772), antiquaire, géologue et naturaliste anglais.
- 6 février : Nicolas Bernoulli (mort en 1726), mathématicien suisse.
- 29 mai : Henri Pitot (mort en 1771), ingénieur français.
- 10 novembre : John Bevis (mort en 1771), médecin et astronome amateur britannique.

## Décès

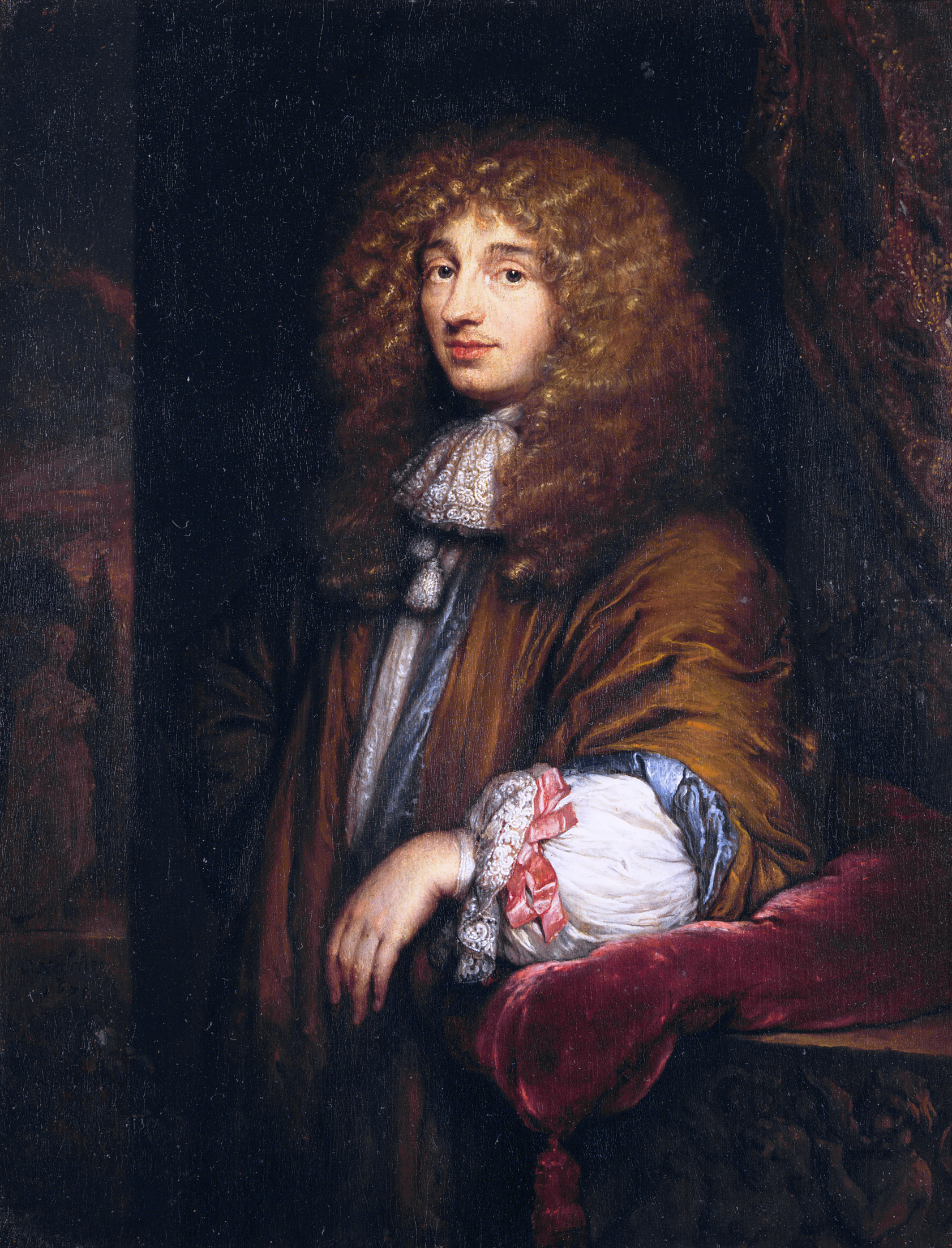
Christian Huygens

- 15 avril : Christoph Arnold (né en 1650), astronome amateur allemand.
- 8 juillet : Christian Huygens (né en 1629), mathématicien, astronome et physicien néerlandais.
- 10 août : Giuseppe Francesco Borri (né en 1627), chimiste (alchimiste) et naturaliste italien.
  - 16 novembre : Pierre Nicole (né en 1625), théologien et logicien français.
- 30 décembre : Samuel Morland (né en 1625), diplomate, espion, et  mathématicien anglais.